# 加強班 (國民中學)
加強班是臺灣的國民中學為了提高升學率，違法在校內開設的補習班。也有學校以「營隊」名義來開設加強班。2012年8月，教育部函令各直轄市政府、縣（市）政府教育局、轉知各公私立國民中小學，2015年7月30日修訂，為符合十二年國教精神，推動教學正常化，平常日不得上第九節課；遇週休二日和國定假日等也不准排課，違者將依《加強輔導國民中小學教學正常化實施要點》（（页面存档备份，存于））施以懲戒，年終考績會受影響。

## 主辦單位
加強班成立多由校方主導，卻對外宣稱為家長會所開辦，校方僅是接受委託提供場地及師資，以規避法律刑責，但教育部已明令禁止。

## 假自習真補習
亦有部分校方宣稱只是課後留校自習，以規避法律刑責。但因違反教育部制定的四點原則，仍屬非法。
1. 違反不強迫參加：教育部規定應由學生自由參加，惟實際上成績達到入班標準卻不參加者，正式課程分組教學時將被編入後段班。
2. 違反不教新進度：實際上各校為了及早開始複習課程以準備國中教育會考，超進度授課成為必要。[5]
3. 違反不超過時數：教育部核准的課外時間在校為學生進行課業輔導或補救教學時段為「寒暑假學藝活動」及學期中的「第八節課後輔導」（每天1小時，每週5天，並以不超過下午5:30為原則）。惟實際上各校皆大幅增加上課時數，即學期中的「第九節課」、「第十節課」、周六和周日等例假日排課或是寒暑假輔導課超出的時數。[6][7]
4. 違反不強迫收費：教育部只核准「寒暑假學藝活動」及「第8節課後輔導」可向參加學生收費，嚴禁強迫向參加加強班的學生收費。惟實際上各校仍有收費以支出任課教師鐘點費（每節課45分鐘，鐘點費約為500~700元）、行政人員業務費（校長、主任、組長）、班級導師費（導師須留校值勤至學生放學為止，不可提早離校下班）、水電費。

## 學生來源
加強班學生的組成是依校排名先行篩選，通常將三到五個班級中成績優秀之學生合組為一個加強班。因應十二年國教實施，國中為了特色招生組成特殊加強班，將造成變相的能力分班，教學難以正常化。

## 家長態度
因學校自行開辦的加強班收費較校外補習班低廉甚多，可減輕家長經濟負擔，因此家長基於省錢心態，多期望學生能進入加強班，但同時卻對收費標準斤斤計較，不同於對補習班收費標準的全盤接受。而部分任課老師以體罰的方式逼迫學生學習，以提升成績，此行為已觸犯《中華民國刑法》第277條第1項所規範之傷害罪，家長為學生法定代理人，可依法提出訴訟。此外，《教師法》及《教育基本法》等皆明令禁止教師對學生實施體罰，因此教師若管教學生過當，致使學生身心傷害，除負擔刑事責任外，亦可能須受行政罰。

## 補習班立場
校外補習班因學校加強班瓜分市場，導致收入下滑，並不支持加強班的開設。但對於同時參加加強班及補習班的學生，於考出高分後，則列入榜單大肆宣傳，掠取加強班任課教師的努力成果。